# Cibotium nealiae
Cibotium nealiae là một loài dương xỉ trong họ Cibotiaceae. Loài này được O. Deg. mô tả khoa học đầu tiên năm 1951.
Danh pháp khoa học của loài này chưa được làm sáng tỏ. 